# Свети преподобни Акепсим
Акепсим или Акепсима (грч. Ακεψιμας; 4. век) - хришћански подвижник, сиријски пустињак, свештеник, светитељ у лику преподобног.
Податке о животу Акепсима износи Теодорит Кирски у 15. поглављу своје књиге „Историја богољубаца“. 
Живео је у време цара Теодосија Великог, недалеко од града Кира у Сирији. Трудио се у посту и молитви. Носио ланце. Пустињаков стан налазио се у близини града Кира. Акепсима је живео у малој ћелији. Узимао је храну која му је донета кроз малу рупу која је била закривљена тако да радознали нису могли да завире у пустињаков стан. 
Његова храна је била сочиво натопљено водом. Акепсима је једном недељно одлазио до најближег извора по воду, и то ноћу. Теодорит говори о чудима које је учинио Акепсима: рука пастира, који је ноћу покушао да баци камен на пустињака, заледила се непомично док Акепсима није узео воду; половина тела човека који је из радозналости покушао са дрвета да завири у Акемпсимин живот, утрнула је. Обојица су се покајали и добили опроштај од пустињака. Акепсима је живео сам у пустињи 60 година. 
Предвидео је своју смрт за 50 дана, што се и обистинило. Пре његове смрти, поглавар локалне цркве је дошао код пустињака и наговорио га да прими свештенство. Акепсима је клекнуо и епископ је извршио рукоположење. Пошто је неколико дана живео у чину презвитера, Акепсима се упокојио. 
После његове смрти, настали су спорови, многи су желели да мошти однесу свако у своје село. Али један човек је прекинуо спор изјављујући светитељеву вољу - да његово тело сахрани тамо где је живео; што је и учињено.
Православна црква прославља светок Акепсима 16. (3.) новембра.